# Hypsimetopus intrusor
Hypsimetopus intrusor là một loài chân đều trong họ Hypsimetopidae. Loài này được Sayce miêu tả khoa học năm 1902.